# Кивјили
Кивиоли (ест. Kiviõli („камено уље“); рус. Кивиыли) је индустријски град у округу Ида-Виру у североисточна Естонији. Град има, из пописа 2005, око 7.000становника и површину од 11,75 km². Најбитније за индустријску производњу су налазишта уљног шкриљца. Град је подељен на два округа: „Küttejõu“ и „Varinurme“.
Насеље је основано 1922, а постаје град већ 1946. године. Око половине становништва су досељеници из совјетске владавине, углавном Руси. У граду је био логор Кивијли за немачке затворенике из Другог светског рата
Најистакнутији објекат града су „планине од пепела“ које су настале у вези са индустријом шкриљаца. Високе су између 115 и 109 метара, па су највећи вештачки брежуљци у балтичким земљама.
Кивиоли је 3 пута (2008, 2009. и 2010) био домаћин естонског „Sidecarcross Grand Prix“-а.